# Головино (Рыбинский район)
В Ярославской области ещё три деревни с таким названием в Гаврилов-Ямском, Переславском и Угличском районах.
Головино — деревня в Глебовском сельском округе Глебовского сельского поселения Рыбинского района Ярославской области.
Деревня  расположена в юго-западной части Глебовского сельского поселения, к северу от железной дороги Рыбинск—Сонково и западу от железнодорожной станции Кобостово. Она расположилась на правом берегу Волги, ниже железнодорожного моста через реку. С южной стороны к деревне примыкает деревня Березники, расположенная между мостом и Головино. С востока от этих деревень проходит автомобильная дорога Николо-Корма—Глебово. В окрестностях деревни садоводческие товарищества. .
Деревня Головина указана на плане Генерального межевания Рыбинского уезда 1792 года.
На 1 января 2007 года в деревне числилось 14 постоянных жителей . Почтовое отделение, расположенное в посёлке железнодорожной станции Кобостово, обслуживает в деревне Головино 68 домов .